# Chico Silva
Pour les articles homonymes, voir Silva.
Francisco Miguel Soares Silva est un footballeur portugais né le 9 mai 1978 à Lamego. Il évolue au poste de défenseur.
Chico Silva a joué 49 matchs en 1re division portugaise et inscrit 3 buts dans ce championnat.

## Biographie
Son frère Jorge Silva est aussi footballeur.